# Будинок-музей сім'ї Венцлови

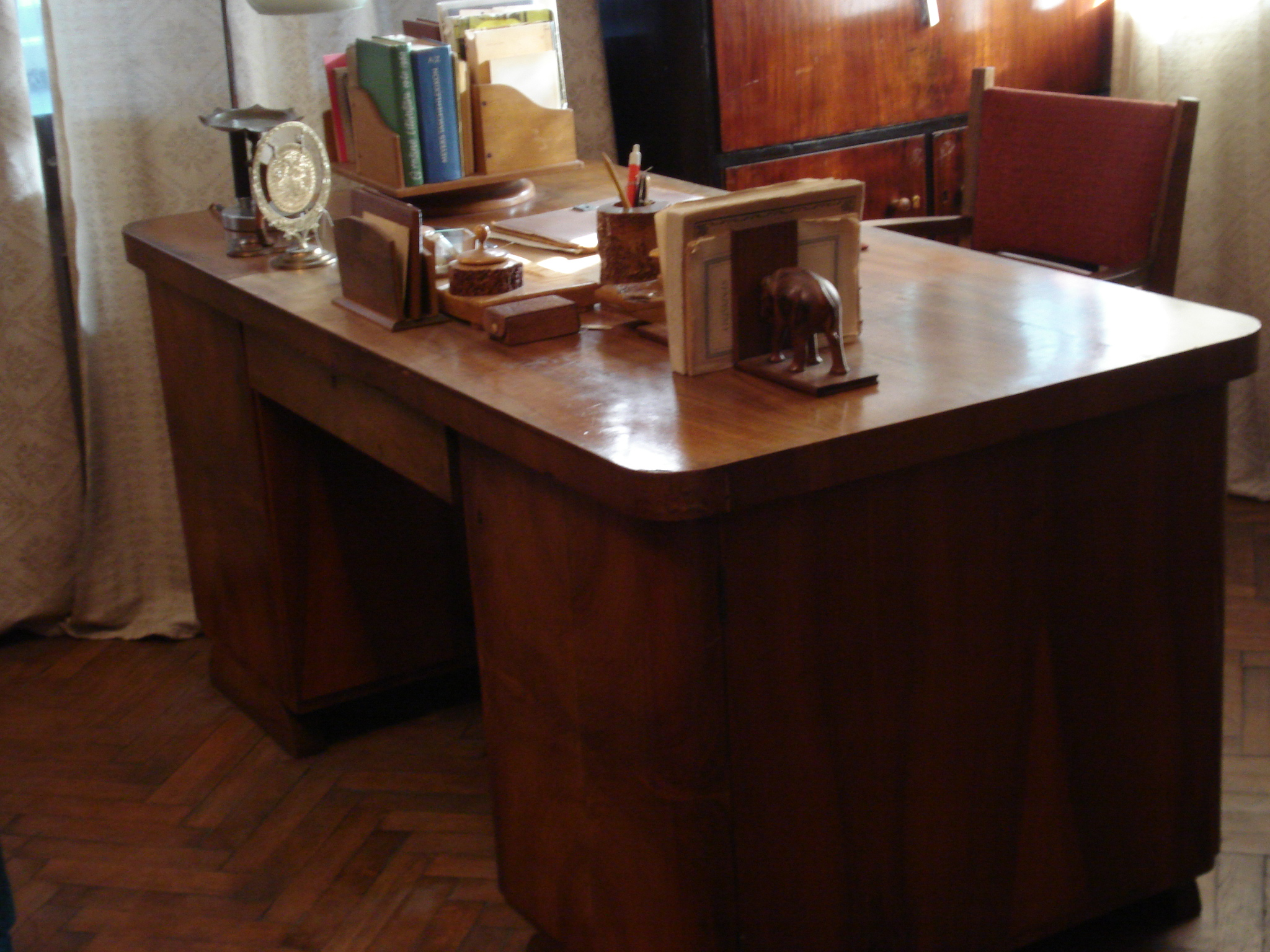
Робочий стіл в меморіальному кабінеті Антанаса Венцлови

Будинок-музей сім'ї Венцлов (лит. Venclovų namai-muziejus) — меморіальний музей в Вільнюсі, присвячений литовському письменнику Антанасу Венцлові та поету, літературознавцю, громадському діячеві Томасу Венцлові. Розташовується за адресою вулиця Паменкальне 34 (Pamėnkalnio g. 34) в колишній квартирі литовського письменника Антанаса Венцлови, де він проживав в 1945-1971 роках, і де виріс поет, есеїст, публіцист Томас Венцлова, професор Єльського університету (США). Для відвідувачів відкритий з понеділка до п'ятниці з 10:00 до 17:00.

## Історія
Початок накопичення музейного фонду відноситься до 1973 року, коли був заснований Вільнюський музей письменників (Vilniaus rašytojų muziejus). Велика частина експонатів була отримана від дружини Антанаса Венцлови Елізи Венцловене. У 1990 році Вільнюський музей письменників було ліквідовано. Меморіальний музей А. Венцлови став самостійним музеєм, підпорядковується відділу культури Вільнюського самоврядування.

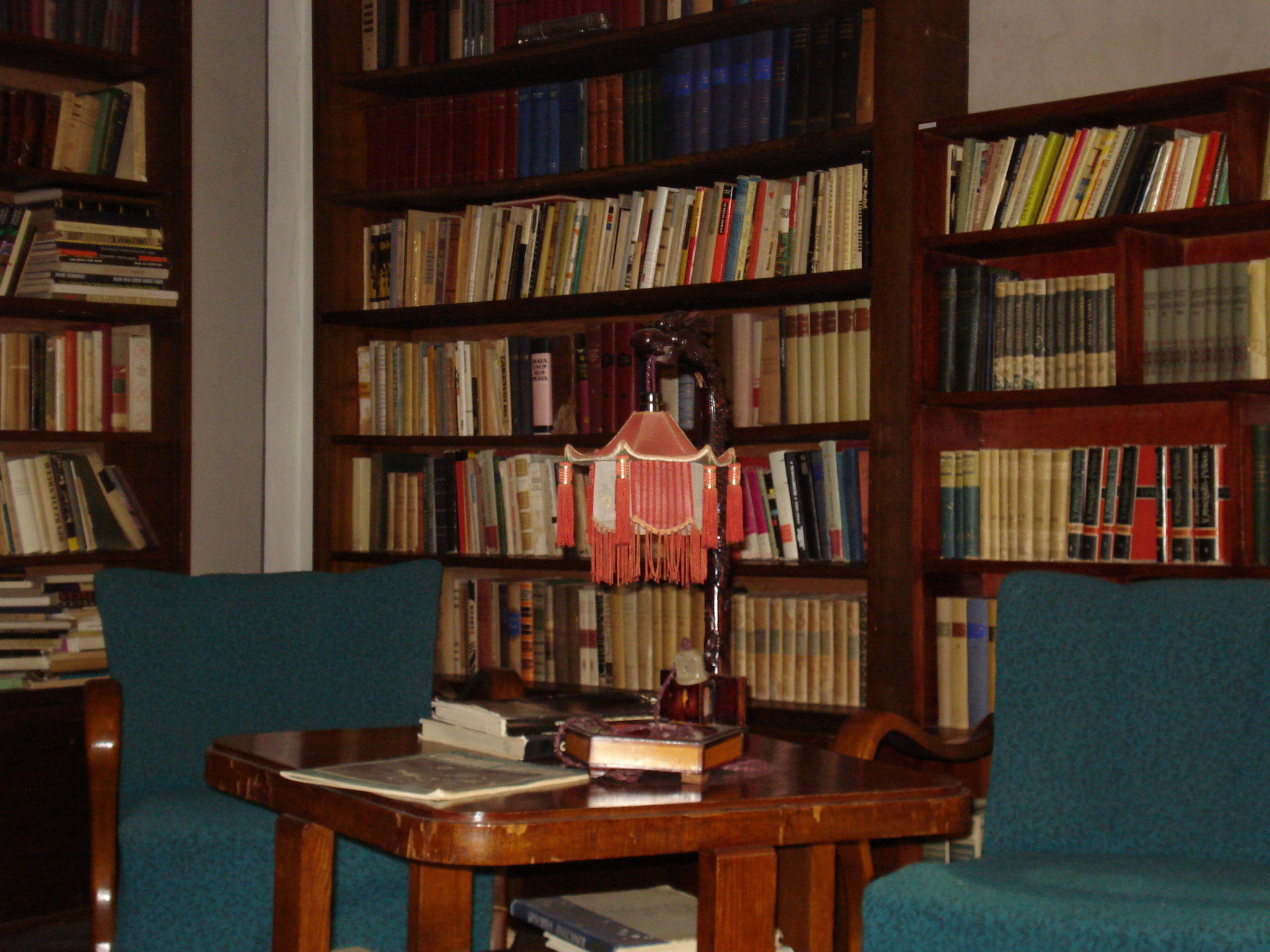
Меморіальна бібліотека

У 1991 році Меморіальний музей А. Венцлови був реорганізований в меморіальний кабінет А. Венцлови у Вільнюському будинку литовської культури (Vilniaus lietuvių kultūros namai), а після його ліквідації з 1996 року у Вільнюському будинку етнічної діяльності (Vilniaus etninės veiklos centras).
У 2004 році музей був названий будинком-музеєм сім'ї Венцлови (Venclovų namai-muziejus). За рішенням ради Вільнюського самоврядування будинок-музей родини Венцлови разом з меморіальним музеєм В. Креве-Міцкявічюс, меморіальної квартирою-музеєм В. Міколайтіса-Путінаса, меморіальної квартирою-музеєм Б. Грінцявічюте був об'єднаний в Вільнюську дирекцію меморіальних музеїв.

## Експозиція

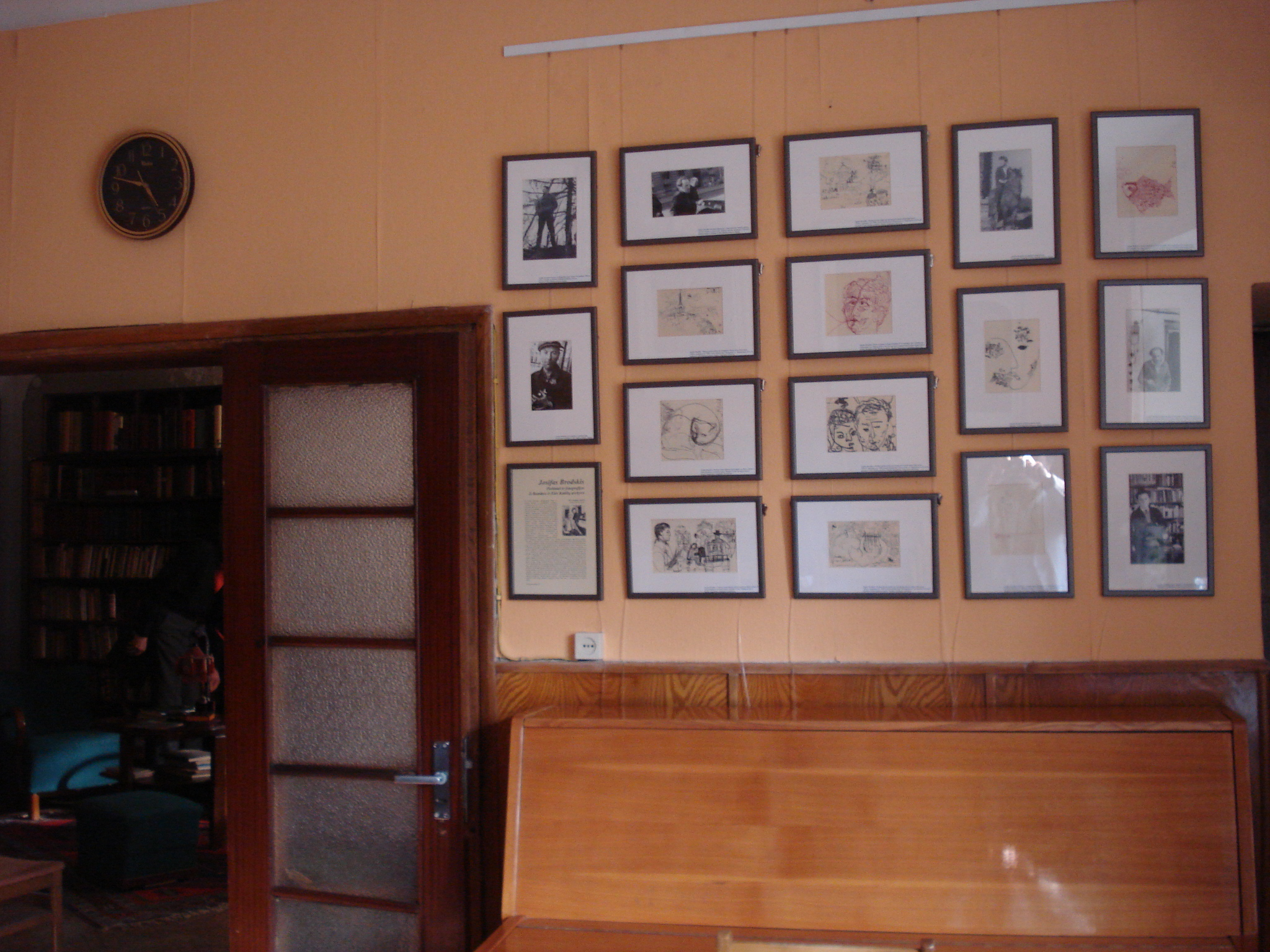
Виставка фотографій та малюнків Йосипа Бродського із зібрання Рамунаса і Елі Катілюсів

У зборах Будинку-музею налічується понад 8 тисяч експонатів. Вони утворюють фонд Антанаса Венцлови, фонд Томаса Венцлови і новий фонд родини Рачкаускасів, родичах Венцлови (батько Елізи Венцловене перекладач та ерудит Меркеліс Рачкаускас, професор філології Литовського університету у Каунасі, пізніше Вільнюського університету, знавець стародавніх мов і античної літератури; його брат Кароліс Вайрас-Рачкаускас, письменник і перекладач, дипломат довоєнної Литви; сестра Венцловене художниця Марія Цвіркене). В експозиції музею представлено робочий кабінет Антанаса Венцлови (меблі, особисті речі, твори мистецтва), відображає побут литовської інтелігенції 1940-х-1950-х років в Вільнюсі та дух того часу.
Експозиція знайомить також з діяльністю Томаса Венцлови та з обстановкою будинку, в якому він жив і бували його друзі Кама Гінкас, художник Леонардас Гутаускас, фізик Рамунас Катілюс, філолог Юозас Тумяліс, поет, перекладач, літературознавець Микола Котрелев, поет Йосип Бродський та багато інших.